# Arboussols
Arboussols [aʁbusɔls]  est une commune française située dans le centre du département des Pyrénées-Orientales, en région Occitanie. Sur le plan historique et culturel, la commune est dans le pays de Conflent, correspondant à l'ensemble des vallées pyrénéennes qui « confluent » avec le lit creusé par la Têt entre Mont-Louis et Rodès.
Exposée à un climat océanique altéré, elle est drainée par la Têt, la rivière de Tarérach et par deux autres cours d'eau. La commune possède un patrimoine naturel remarquable composé de deux zones naturelles d'intérêt écologique, faunistique et floristique.
Arboussols est une commune rurale qui compte 130 habitants en 2022.  Elle fait partie de l'aire d'attraction de Perpignan. Ses habitants sont appelés les Arboussolois ou  Arboussoloises.

## Géographie

### Localisation
La commune d'Arboussols se trouve dans le département des Pyrénées-Orientales, en région Occitanie.
Elle se situe à 34 km à vol d'oiseau de Perpignan, préfecture du département, à 7 km de Prades, sous-préfecture, et à 34 km de Rivesaltes, bureau centralisateur du canton de la Vallée de l'Agly dont dépend la commune depuis 2015 pour les élections départementales.
La commune fait en outre partie du bassin de vie de Prades.
Les communes les plus proches sont : 
Marquixanes (2,4 km), Eus (3,2 km), Tarerach (3,3 km), Vinça (4,1 km), Los Masos (5,0 km), Espira-de-Conflent (5,3 km), Campoussy (5,6 km), Finestret (5,7 km).
Sur le plan historique et culturel, Arboussols fait partie de la région de Conflent, héritière de l'ancien comté de Conflent et de la viguerie de Conflent. Ce pays correspond à l'ensemble des vallées pyrénéennes qui « confluent » avec le lit creusé par la Têt entre Mont-Louis, porte de la Cerdagne, et Rodès, aux abords de la plaine du Roussillon.
| Campoussy | Tarerach    |       |
| Eus       | Arboussols  | Rodès |
|           | Marquixanes | Vinça |

Situation de la commune (en vert) relativement au département.
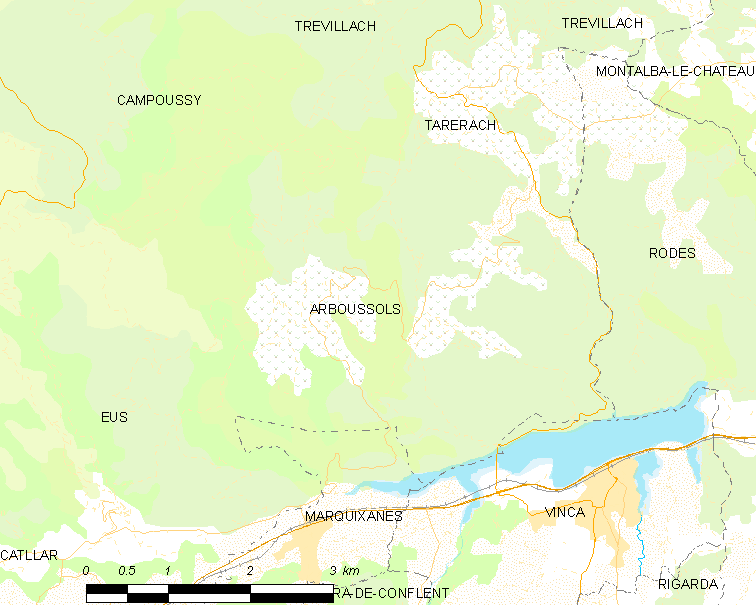
Situation de la commune.

### Géologie et relief
La superficie de la commune est de 1 408 hectares. L'altitude varie entre 242 et 1 004 mètres. Le centre du village est à une altitude de 750 m.
La commune est située sur un versant exposé au sud, face au massif du Canigou sur la rive nord de la Têt. Largement boisée, son point culminant est le pic de Bau (1 025 m), et son point le plus bas est constitué par le rivage du lac de retenue de Vinça, sur la Têt.
La commune est classée en zone de sismicité 3, correspondant à une sismicité modérée.

### Hydrographie
Les affluents du fleuve ont découpé des vallons profonds, particulièrement celui qui sépare les deux villages de la commune, Arboussols et Marcevol. Il n'y a pas beaucoup de terrain plat présent sur la commune sinon une centaine d'hectares autour des deux petits bourgs.

### Climat
Pour des articles plus généraux, voir Climat de l'Occitanie et Climat des Pyrénées-Orientales.
En 2010, le climat de la commune est de type climat méditerranéen altéré, selon une étude du CNRS s'appuyant sur une série de données couvrant la période 1971-2000. En 2020, Météo-France publie une typologie des climats de la France métropolitaine dans laquelle la commune est exposée à un climat de montagne ou de marges de montagne et est dans la région climatique Pyrénées orientales, caractérisée par une faible pluviométrie, un très bon ensoleillement (2 600 h/an), un air sec, particulièrement en hiver et peu de brouillards.
Pour la période 1971-2000, la température annuelle moyenne est de 12,5 °C, avec une amplitude thermique annuelle de 14,8 °C. Le cumul annuel moyen de précipitations est de 866 mm, avec 6,2 jours de précipitations en janvier et 4,3 jours en juillet. Pour la période 1991-2020, la température moyenne annuelle observée sur la station météorologique la plus proche, située sur la commune d'Eus à 3 km à vol d'oiseau, est de 13,6 °C et le cumul annuel moyen de précipitations est de 539,8 mm,. Pour l'avenir, les paramètres climatiques de la commune estimés pour 2050 selon différents scénarios d’émission de gaz à effet de serre sont consultables sur un site dédié publié par Météo-France en novembre 2022.

### Milieux naturels et biodiversité
L’inventaire des zones naturelles d'intérêt écologique, faunistique et floristique (ZNIEFF) a pour objectif de réaliser une couverture des zones les plus intéressantes sur le plan écologique, essentiellement dans la perspective d’améliorer la connaissance du patrimoine naturel national et de fournir aux différents décideurs un outil d’aide à la prise en compte de l’environnement dans l’aménagement du territoire.
Une ZNIEFF de type 1 est recensée sur la commune :
les « coteaux du Fenouillèdes et Roc del Maure » (1 147 ha), couvrant 5 communes du département et une ZNIEFF de type 2, : 
le « massif du Fenouillèdes » (34 157 ha), couvrant 40 communes dont une dans l'Aude et 39 dans les Pyrénées-Orientales.

Carte des ZNIEFF de type 1 et 2 à Arboussols.
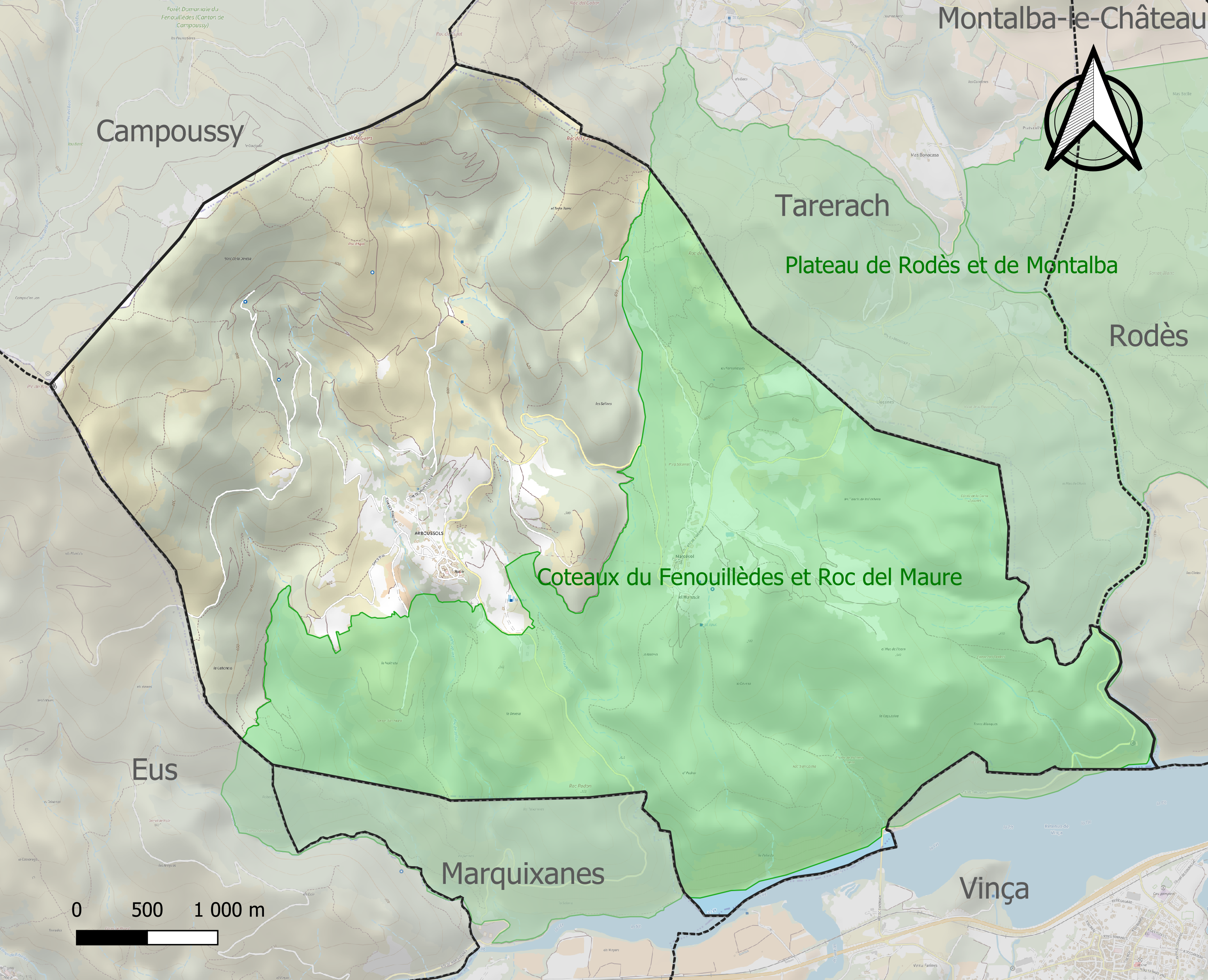
Carte de la ZNIEFF de type 1 sur la commune.
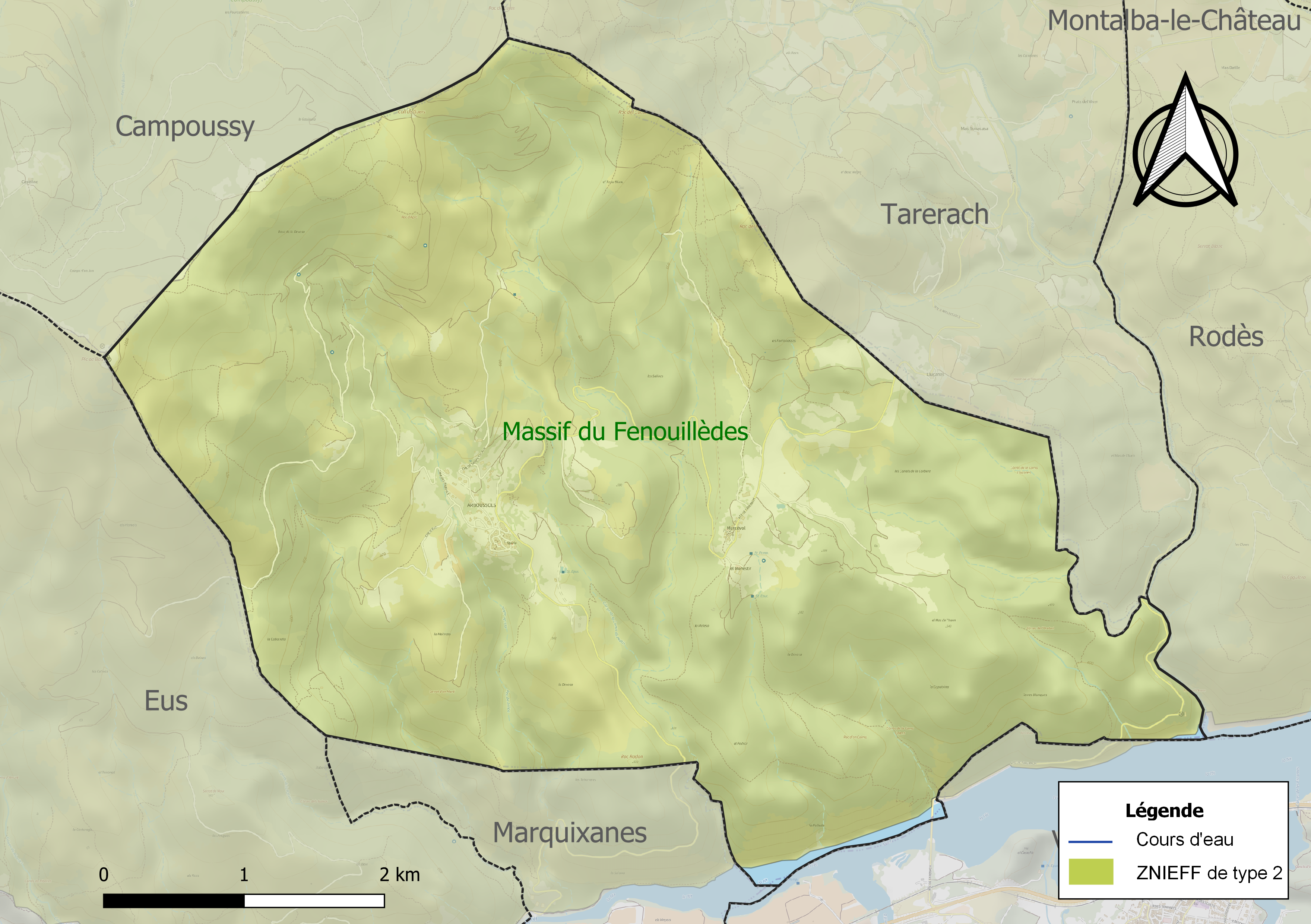
Carte de la ZNIEFF de type 2 sur la commune.

## Urbanisme

### Typologie
Au 1er janvier 2024, Arboussols est catégorisée commune rurale à habitat très dispersé, selon la nouvelle grille communale de densité à sept niveaux définie par l'Insee en 2022.
Elle est située hors unité urbaine. Par ailleurs la commune fait partie de l'aire d'attraction de Perpignan, dont elle est une commune de la couronne,. Cette aire, qui regroupe 118 communes, est catégorisée dans les aires de 200 000 à moins de 700 000 habitants,.

### Occupation des sols
L'occupation des sols de la commune, telle qu'elle ressort de la base de données européenne d’occupation biophysique des sols Corine Land Cover (CLC), est marquée par l'importance des forêts et milieux semi-naturels (82,6 % en 2018), en augmentation par rapport à 1990 (81,2 %). La répartition détaillée en 2018 est la suivante : 
milieux à végétation arbustive et/ou herbacée (72 %), cultures permanentes (16,8 %), forêts (10,6 %), eaux continentales (0,6 %). L'évolution de l’occupation des sols de la commune et de ses infrastructures peut être observée sur les différentes représentations cartographiques du territoire : la carte de Cassini (XVIIIe siècle), la carte d'état-major (1820-1866) et les cartes ou photos aériennes de l'IGN pour la période actuelle (1950 à aujourd'hui).

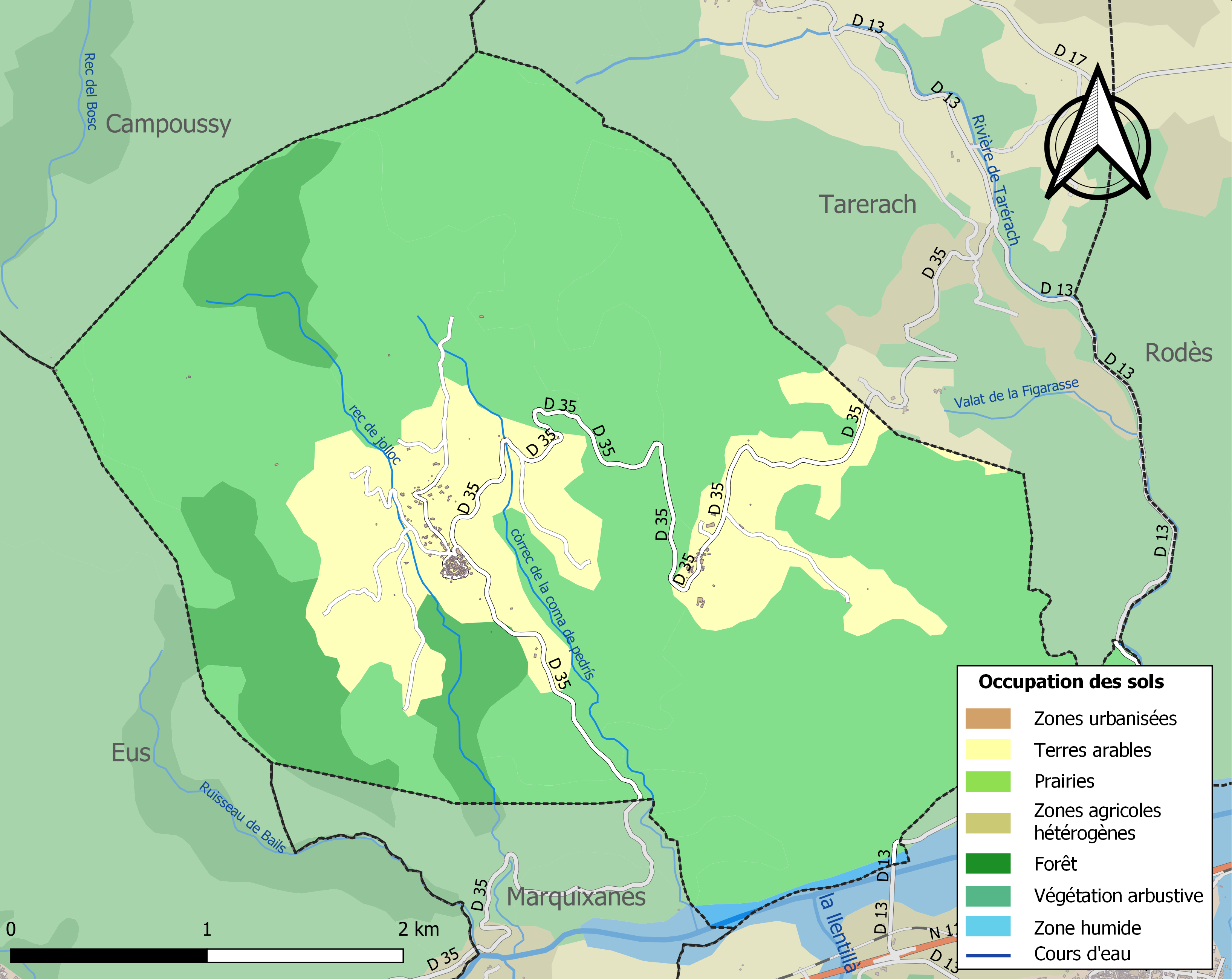
Carte des infrastructures et de l'occupation des sols de la commune en 2018 (CLC).

### Hameaux et lieux-dits
Le village d'Arboussols et le hameau de Marcevol sont situés sur deux replats entre 500 et 600 mètres, séparés par un des nombreux vallons qui entaillent le versant, drainé par un des affluents intermittents de la Têt. Les terrains cultivés autour des deux localités sont principalement occupés par le vignoble (Côtes du Roussillon).

### Risques majeurs
Le territoire de la commune d'Arboussols est vulnérable à différents aléas naturels : inondations, climatiques (grand froid ou canicule), feux de forêts, mouvements de terrains et séisme (sismicité modérée). Il est également exposé à un risque particulier, le risque radon,.

#### Risques naturels

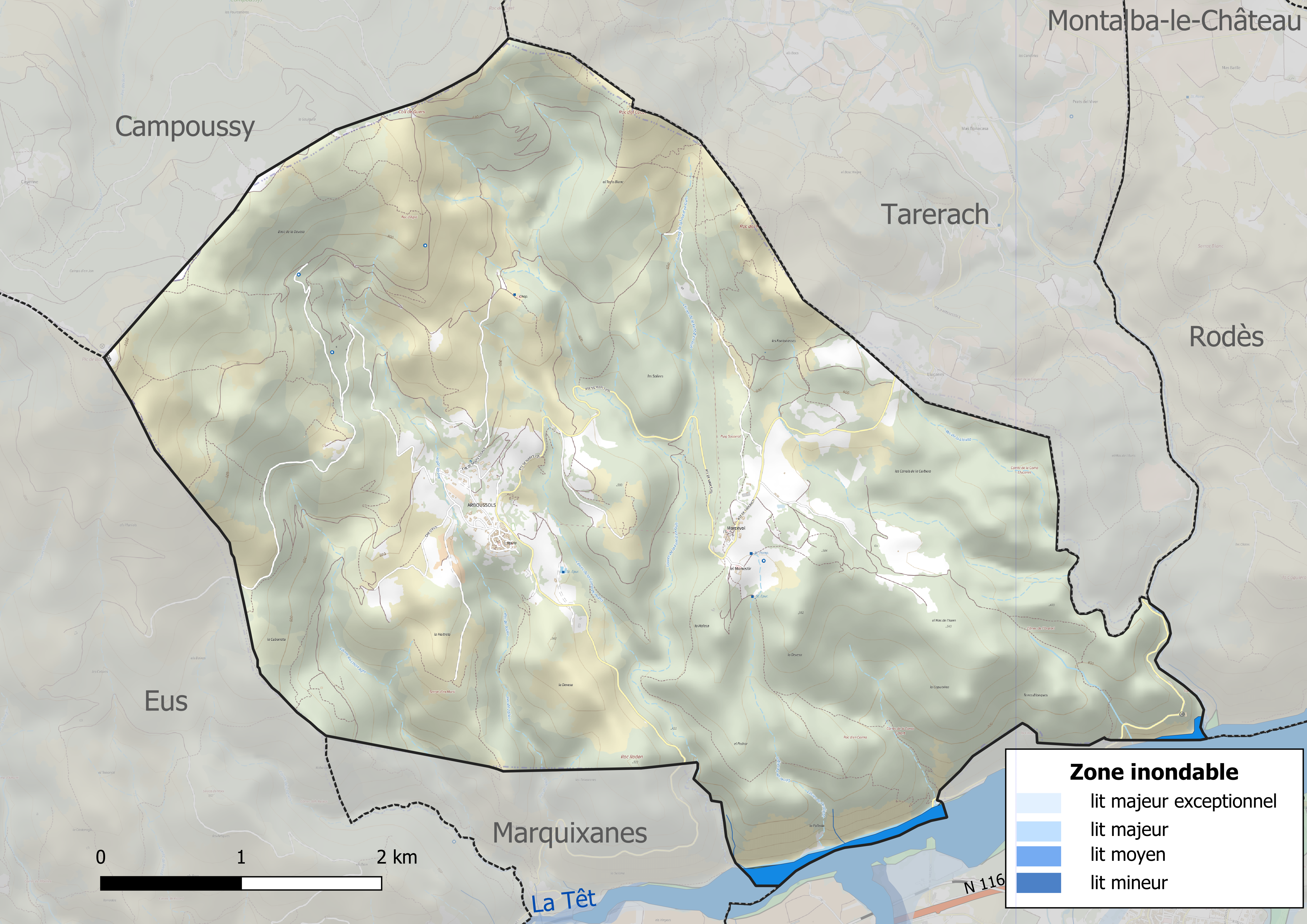
Zones inondables de la commune d'Arboussols.

Certaines parties du territoire communal sont susceptibles d’être affectées par le risque d’inondation par crue torrentielle de cours d'eau du bassin de la Têt.
Les mouvements de terrains susceptibles de se produire sur la commune sont soit des glissements de terrains, soit des chutes de blocs.

#### Risque particulier
Dans plusieurs parties du territoire national, le radon, accumulé dans certains logements ou autres locaux, peut constituer une source significative d’exposition de la population aux rayonnements ionisants. Toutes les communes du département sont concernées par le risque radon à un niveau plus ou moins élevé. Selon la classification de 2018, la commune d'Arboussols est classée en zone 3, à savoir zone à potentiel radon significatif.

## Toponymie
Formes du nom
En catalan, le nom de la commune est Arboçols, ou Arbussols.
Les premières mentions du lieu sont Arbussolas en 950 et Arbuzolos en 968.
Marcevol, Marcèvol en catalan, est mentionné dès 1011 sous le nom de Marceval.
Étymologie
Le nom d'Arboussols vient du latin arbutĕŏlos, diminutif de arbŭtĕos, venu de arbutum, ‘arbouse’.[réf. nécessaire]
Marcevol proviendrait du nom de la plante médicinale Helleborus foetidus, du latin marcĭbĭlis.[réf. nécessaire]

## Histoire
Depuis le Xe siècle et jusqu'à la fin de l'Ancien Régime, Arboussols est une dépendance de l'abbaye Saint-Michel de Cuxa.
La commune de Marcevol est rattachée à Arboussols le 30 janvier 1822.

## Politique et administration

### Canton
En 1790, la commune d'Arboussols est rattachée au canton de Vinça puis, en 1801, au canton de Sournia, qu'elle ne quitte plus par la suite,. À compter des élections départementales de 2015, la commune d'Arboussols rejoint le nouveau canton de la Vallée de l'Agly.

### Liste des maires
| Période   | Période   | Identité            | Étiquette | Qualité |
| --------- | --------- | ------------------- | --------- | ------- |
|           |           |                     |           |         |
| mars 1977 | mars 1989 | Éloi Aubert         | DVG       | ...     |
|           |           |                     |           |         |
| mars 2001 | mars 2014 | Jean-Claude Delseny | ..        | ...     |
| mars 2014 | mars 2020 | Étienne Surjus      | ..        | ...     |
| mars 2020 | En cours  | Fernand Cabeza      | ..        | ...     |

## Population et société

### Démographie

#### Démographie ancienne
La population est exprimée en nombre de feux (f) ou d'habitants (H).
| 1358 | 1365 | 1378 | 1470 | 1515 | 1553 | 1709 | 1720 | 1767  |
| ---- | ---- | ---- | ---- | ---- | ---- | ---- | ---- | ----- |
| 9 f  | 8 f  | 8 f  | 4 f  | 3 f  | 4 f  | 25 f | 16 f | 117 H |

| 1774 | 1789 | - | - | - | - | - | - | - |
| ---- | ---- | - | - | - | - | - | - | - |
| 34 f | 24 f | - | - | - | - | - | - | - |

#### Démographie contemporaine
L'évolution du nombre d'habitants est connue à travers les recensements de la population effectués dans la commune depuis 1793. Pour les communes de moins de 10 000 habitants, une enquête de recensement portant sur toute la population est réalisée tous les cinq ans, les populations de référence des années intermédiaires étant quant à elles estimées par interpolation ou extrapolation. Pour la commune, le premier recensement exhaustif entrant dans le cadre du nouveau dispositif a été réalisé en 2005.

En 2022, la commune comptait 130 habitants, en évolution de +13,04 % par rapport à 2016 (Pyrénées-Orientales : +3,92 %, France hors Mayotte : +2,11 %).
| 1793 | 1800 | 1806 | 1821 | 1831 | 1836 | 1841 | 1846 | 1851 |
| ---- | ---- | ---- | ---- | ---- | ---- | ---- | ---- | ---- |
| 137  | 146  | 139  | 153  | 198  | 225  | 219  | 227  | 205  |

| 1856 | 1861 | 1866 | 1872 | 1876 | 1881 | 1886 | 1891 | 1896 |
| ---- | ---- | ---- | ---- | ---- | ---- | ---- | ---- | ---- |
| 198  | 186  | 179  | 212  | 229  | 229  | 191  | 220  | 207  |

| 1901 | 1906 | 1911 | 1921 | 1926 | 1931 | 1936 | 1946 | 1954 |
| ---- | ---- | ---- | ---- | ---- | ---- | ---- | ---- | ---- |
| 202  | 202  | 189  | 147  | 143  | 133  | 138  | 113  | 129  |

| 1962 | 1968 | 1975 | 1982 | 1990 | 1999 | 2005 | 2006 | 2010 |
| ---- | ---- | ---- | ---- | ---- | ---- | ---- | ---- | ---- |
| 125  | 104  | 85   | 81   | 79   | 95   | 101  | 103  | 103  |

| 2015 | 2020 | 2022 | - | - | - | - | - | - |
| ---- | ---- | ---- | - | - | - | - | - | - |
| 113  | 127  | 130  | - | - | - | - | - | - |

Note : à partir de 1831, la population recensée inclut celle de Marcevol.
| selon la population municipale des années : | 1968 | 1975 | 1982 | 1990 | 1999 | 2006 | 2009 | 2013 |
| Rang de la commune dans le département      | 176  | 175  | 176  | 184  | 182  | 176  | 178  | 183  |
| Nombre de communes du département           | 232  | 217  | 220  | 225  | 226  | 226  | 226  | 226  |

### Enseignement
Il n'y a pas d'école à Arboussols.

### Manifestations culturelles et festivités
- Fêtes patronales : 6 août et 10 décembre[38].

### Sports
Arboussols possède un terrain de tennis ainsi qu'un terrain adapté à la pétanque.[réf. nécessaire]

## Économie

### Emploi
|                | 2008   | 2013   | 2018   |
| -------------- | ------ | ------ | ------ |
| Commune        | 13,3 % | 17,5 % | 8,7 %  |
| Département    | 10,3 % | 12,9 % | 13,3 % |
| France entière | 8,3 %  | 10 %   | 10 %   |

En 2018, la population âgée de 15 à 64 ans s'élève à 66 personnes, parmi lesquelles on compte 76,8 % d'actifs (68,1 % ayant un emploi et 8,7 % de chômeurs) et 23,2 % d'inactifs,. En  2018, le taux de chômage communal (au sens du recensement) des 15-64 ans est inférieur à celui de la France et du département, alors qu'en 2008 la situation était inverse.
La commune fait partie de la couronne de l'aire d'attraction de Perpignan, du fait qu'au moins 15 % des actifs travaillent dans le pôle,. Elle compte 13 emplois en 2018, contre 15 en 2013 et 16 en 2008. Le nombre d'actifs ayant un emploi résidant dans la commune est de 47, soit un indicateur de concentration d'emploi de 28,7 % et un taux d'activité parmi les 15 ans ou plus de 49,5 %.
Sur ces 47 actifs de 15 ans ou plus ayant un emploi, 11 travaillent dans la commune, soit 25 % des habitants. Pour se rendre au travail, 71,4 % des habitants utilisent un véhicule personnel ou de fonction à quatre roues, 4,1 % les transports en commun, 16,3 % s'y rendent en deux-roues, à vélo ou à pied et 8,2 % n'ont pas besoin de transport (travail au domicile).

### Activités hors agriculture

#### Secteurs d'activités
9 établissements sont implantés  à Arboussols au 31 décembre 2019.
Le secteur de la construction est prépondérant sur la commune puisqu'il représente 33,3 % du nombre total d'établissements de la commune (3 sur les 9 entreprises implantées  à Arboussols), contre 14,3 % au niveau départemental.

### Agriculture
|               | 1988 | 2000 | 2010 | 2020 |
| ------------- | ---- | ---- | ---- | ---- |
| Exploitations | 18   | 2    | 4    | 2    |
| SAU (ha)      | 140  | 24   | nd   | 366  |

La commune est dans le Conflent, une petite région agricole dans le département des Pyrénées-Orientales. En 2020, l'orientation technico-économique de l'agriculture  sur la commune est l'élevage d'ovins ou de caprins. Deux exploitations agricoles ayant leur siège dans la commune sont dénombrées lors du recensement agricole de 2020 (18 en 1988). La superficie agricole utilisée est de 366 ha,,.

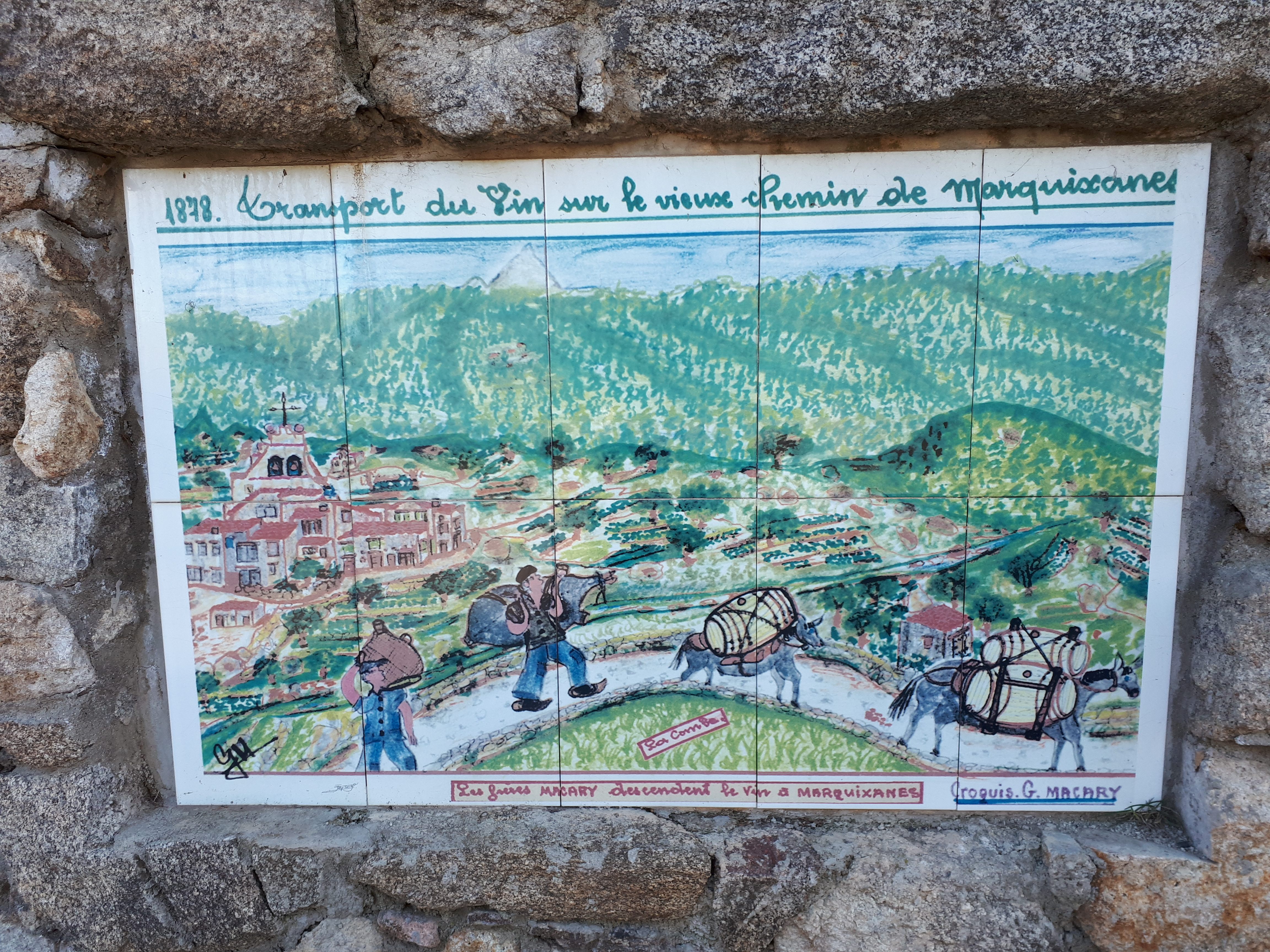
Céramique, Arboussols: transport du vin au XIX

La commune cultivait essentiellement des céréales avant la Première Guerre mondiale. La culture de la vigne (300 ha en 1815) trouvait également sa place au sein du village au creux de petites parcelles étagées en terrasses, actuellement entièrement envahies par le maquis après un abandon consécutif d'une part au phylloxéra, de l'autre à la crise viticole du début du XXe siècle.
Quelques éleveurs vivaient dans la commune, pratiquant l'élevage ovin.
La commune comptait 229 habitants lors de son maximum démographique vers 1880.
Aujourd'hui, il reste quelques viticulteurs à Arboussols, regroupés notamment au sein de la cave coopérative ainsi qu'un éleveur à Marcevol.

## Culture locale et patrimoine

### Lieux et monuments

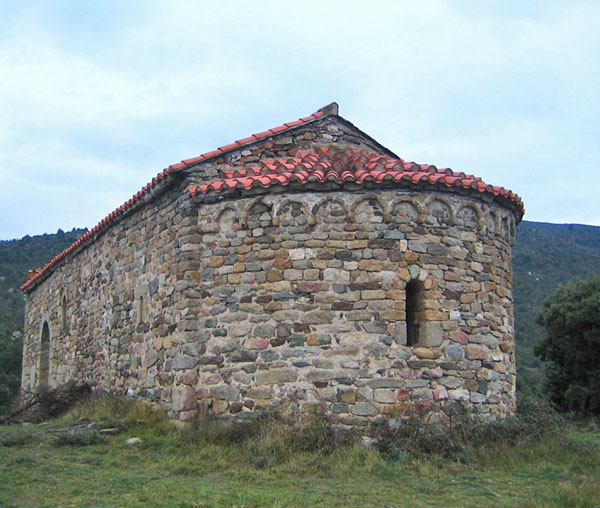
Ancienne église paroissiale Sainte-Eulalie.

- Semi-dolmen de la Llosa del Cortal dels Polls.
- Église Saint-Sauveur d'Arboussols, église du XIIe siècle et clocher postérieur ; remaniements importants au XIXe siècle.
- Prieuré de Marcevol (XIIe siècle). L'église a été classé au titre des monuments historiques en 1840[42]. Plusieurs objets sont référencés dans la base Palissy (voir les notices liées).
- L’église Notre-Dame des Escaliers de Marcevol ou église Nostra-Senyora-de-Las-Grades. L'édifice a été inscrit au titre des monuments historiques en 1973[43].
- L'ancienne église paroissiale Sainte-Eulalie, style roman, aujourd'hui désaffectée, se dresse toujours à proximité du village.
- Les anciens moulins de Nossa et les bains de Nossa, mentionnés dès le XIIIe siècle, ont été détruits lors de la construction du barrage du lac de Vinça[8].

### Héraldique
| Blason de Arboussols | Blason  | D'or à la croix patriarcale de gueules, le sommet et les branches terminées par un demi-tourteau de gueules, accompagnée en pointe, à dextre, d'une branche d'arbousier en pal et, à senestre, d'un oiseau, le tout du même. |
| Blason de Arboussols | Détails | Le statut officiel du blason reste à déterminer. |